# Thefarie Velianas
Thefarie Velianas es el nombre que aparece en las láminas de Pirgi, datadas hacia el 500 a. C., como el dedicante de un templo a la diosa Ishtar o Astarté (Uni para los etruscos).

## Historia e interpretaciones
De Thefarie Velianas el onomástico es en sí mismo interesante. La presencia de Thefarie en el siglo VI a. C., recuerda al Thebris veyeno y al Tiberinus albano, epónimos del Tíber, permitiendo suponer la existencia de un filón legendario etrusco concerniente a un mítico Thebris, alterado y confundido por las tradiciones romanas.

Según la interpretación hecha por Sabatino Moscati del texto púnico de las láminas, Thefarie Velianas era el mlk (‘rey’) de Caere (actual Cerveteri), cuyo puerto era Pirgi:

A la dama Astarté. Este es le lugar sagrado
quien lo ha hecho y que lo ha dado
Thefarie Velianas, reinante
en Caere [...]

Además del nombre, pocas cosas se conocen de este personaje, el más antiguo magistrado etrusco del que se poseen pruebas formales de su existencia. Los otros, el lucumón de Chiusi, Lars Porsenna, los reyes de Roma Tarquinio el Viejo y Mastarna, son conocidos a través de fuentes literarias como Ab Urbe condita libri de Tito Livio. Según Cornell puede que tradujeran como un nombre lo que era en realidad un título.
Caere era entonces una ciudad más bien hostil a Cartago. El hecho de que las láminas de oro con la dedicatoria de Velianas fueran inscritas en dos idiomas, tiende a demostrar que Thefarie Velianas fue impuesto a los etruscos por los fenicios a tenor de las alianzas antihelénicas en el mar Tirreno. Es probable que Cartago hubiera aprovechado la crisis provocada por la expulsión de los Tarquinios de Roma en torno al año 509 a. C., a fin de reafirmar su control de las costas tirrénicas. Los Tratados entre Roma y Cartago datan de la misma época.
Ludovico Magrini escribió:

El homenaje de Thefarie Velianas a la diosa Astarté ha sido interpretado o como una manifestación de simpatía hacia el aliado o como una demostración de sumisión.

Mientras que Moscati señaló: 

...en síntesis Thefarie Velianas quiso rendir homenaje a una diosa cartaginesa en su ciudad y lo hizo de la forma más visible y onerosa.

Caere era la única ciudad de la dodecápolis etrusca que mantenía un thesaurus cerca del templo de Apolo en Delfos, en Grecia continental, lo que constituye el signo de una política exterior filohelénica. Thefarie Velianas rinde por tanto homenaje de manera visible a la diosa cartaginesa Astarté, lo que puede ser considerado como una imposición de los cartagineses, o simplemente atribuirlo a un giro político interno de la ciudad.
La inscripción en las láminas parece establecer que su ejecución y la dedicatoria fueron efectuadas durante el tercer año de su «reinado». La traducción exacta de los conceptos institucionales es difícil. El mlk del texto púnico corresponde (con la cautela debida a que las láminas no son traducción literal la una de la otra) al etrusco zilaq, más próximo al término romano rex o del griego autocrátor. Torelli lo llama tyrannos y Cornell coincide en que tiene el perfil, aunque a veces usa rey o soberano. Cornell le atribuye el título etrusco de zilaq o zilatθ (según se transcriba). cuyo equivalente latino suele ser praetor (y los cónsules romanos al principio se llamaban pretores) aunque en este caso, si era una magistratura anual, estaba en el tercer año. Pero como en el texto fenicio el término se traduce como melek, que es rey, es plausible que el traductor pensara que era un gobernante vitalicio. Además, a Orgolnio, puede que su sucesor, se le llama rex. En consecuencia, podría tratarse de un gobierno de tipo monárquico.
Se deduce del texto fenicio de las láminas, que Thefarie Velianas buscaba una justificación a su propio poder por una especie de derecho divino. Según la propuesta de Moscati, en el templo: 

... construyó un edículo/ puesto que Astarté puso en sus manos / reinar durante tres años... .

Otra traducción del mismo texto precisa:

he construido el templo porque Astarté me lo ha pedido...

Esto significa que Thefarie Velianas intentó atribuir a la voluntad de la diosa el poder que ejerció sobre Caere. 
Mientras que se puede relacionar las tomas de poder en Etruria por jefes militares, verdaderos señores de la guerra, quienes como los hermanos Vibenna, ocuparon los espacios políticos que la antigua aristocracia no consiguió controlar. Otro ejemplo fue la elección, mal percibida por las otras ciudades etruscas, del rey de Veyes Lars Tolumnius, poco antes de la caída de esta ciudad, que relata Tito Livio.